# José Restrepo
José Manuel Restrepo González (ur. 25 sierpnia 1974) – kolumbijski zapaśnik w stylu wolnym. Olimpijczyk z Atlanty 1996, gdzie zajął piętnaste miejsce w kategorii 48 kg.
Dwukrotny uczestnik mistrzostw świata, piętnasty w 1995. Czwarty na igrzyskach panamerykańskich w 1995. Srebrny medal na mistrzostwach panamerykańskich w 1994. Brązowy medalista igrzysk Ameryki Południowej w 1994. Mistrz igrzysk Pacyfiku w 1995 roku.